# Komplementarna kota
Komplementarna kota sta v geometriji kota, ki imata vsoto 90°. Če sta komplementarna kota v sosednji legi, skupaj sestavljata pravi kot.
V pravokotnem trikotniku sta kota ob hipotenuzi komplementarna (vsota kotov v trikotniku je 180°, od tega 90° odpade na pravi kot, torej morata ostala dva kota skupaj tudi  meriti 90°).